# Michael Flotho
Michael Flotho (* 1955) ist ein deutscher Journalist und Fernsehmoderator.
Flotho studierte Germanistik und Romanistik in Freiburg im Breisgau und absolvierte anschließend ein Volontariat beim Süddeutschen Rundfunk (SDR). Von 1982 bis 1991 arbeitete er als freier Nachrichtenredakteur und Moderator bei verschiedenen Radio- und Fernsehsendern in München. Seit 1991 lebt und arbeitet er in Berlin. Berufliche Stationen: Inforadio 101, RTL und Inforadio (SFB/ORB). Ab 1995 war er Moderator der Nachrichten der Abendschau im rbb Fernsehen (zuvor auf SFB1) und gehörte seit 2004 zum Moderatorenteam der Sendung rbb aktuell. 
Im Sommer 2008 hat Flotho auf eigenen Wunsch als Moderator in der Abendschau und von rbb-aktuell aufgehört und arbeitet seitdem nur noch redaktionell für den rbb. Dort ist er auch als Stimme in Nachrichtenbeiträgen der "Abendschau" und als Übersetzerstimme fremdsprachiger Interviewpartner zu hören. 2009 schrieb er sein erstes Buch Als ich mich in Barbra Streisands Mann verliebte. 
Flotho ist Kuratoriumsmitglied der Berliner Aids-Hilfe. 

## Werke
- Als ich mich in Barbra Streisands Mann verliebte (Autobiografie). Querverlag, Berlin 2009, ISBN 978-3-89656-163-3.

| Personendaten    | Personendaten                             |
| ---------------- | ----------------------------------------- |
| NAME             | Flotho, Michael                           |
| KURZBESCHREIBUNG | deutscher Journalist und Fernsehmoderator |
| GEBURTSDATUM     | 1955                                      |